# Британска солунска армия
Британската солунска армия (на английски: British Salonika Army) е полева армия на Великобритания по време на Първата световна война.
Армията е формирана в Солун под ръководството на генерал-лейтенент Брайън Меън за противопоставянето на българското настъпление в района, част от Македонския фронт. Пристига в Солун заедно с френската ориентална армия на 15 октомври 1915 година. През май 1916 година генерал-лейтенант Джордж Милн замества Браян Махон като командир на армията. Състои се от два корпуса и остава разположена в района до 1921 година. Загиналите от Британската солунска армия са възпоменати от военния мемориал в Дойран.

## Състав към март 1917 г.[3]
XII корпус
- 22-ра дивизия
- 26-а дивизия
- 60-а (2/2-ра Лондонска) дивизия
- 1/1-ва Lothians and Border Horse

XVI корпус
- 10-а (Ирландска) дивизия
- 27-а дивизия
- 28-а дивизия
- 1/1-ва Surrey Yeomanry

Генерален щаб
- 7-а планинска бригада
- 8-а планинска бригада
- 16-о крило, Кралски летателен корпус

## Командване
- октомври - ноември 1915 г.: Генерал Чарлз Мънро (същевременно командир на Средиземноморския експедиционен корпус)[4]
- ноември 1915 - май 1916 г.: генерал-лейтенант Брайън Меън[4]
- май 1916 - септември 1918 г.: генерал-лейтенант Джордж Милн[5]
- февруари 1919 - ноември 1920 г.: генерал-лейтенант Хенри Уилсън (същевременно командир на британските сили в Константинопол).[6]